# Pit Bakker
Margaretha Maria (Pit) Bakker (Breda, 23 maart 1921 - Heerenveen, 7 april 1998) was een Nederlandse politica en voorzitter van de Nederlandse Vereniging voor Vrijwillige Euthanasie.

## Leven en werk
Bakker werd in maart 1921 te Breda geboren als dochter van de gezagvoerder Cornelis Gerrit Bakker en van Catharina Johanna Klene. Zij was na de Tweede Wereldoorlog onder meer werkzaam als directrice van een opvanghuis voor kinderen van NSB'ers en inspectrice bij de kinder- en zedenpolitie. Daarvoor volgde zij de opleiding aan de sociale academie, het Centraal Instituut voor Christelijke Sociale Arbeid te Amsterdam, gevolgd door de kadercursus opbouwwerk te Rotterdam. Daarna was zij werkzaam binnen het maatschappelijk werk en het buurt- en clubhuiswerk in Nederland. Zij was onder meer directeur van de Bond van Maatschappelijk Werkers, consulent en directeur van de Stichting Bevordering Buurthuiswerk in het Noorden (SBBN) en het Begeleidings Orgaan Friesland (BOF). In 1980 werd zij directeur van de Landelijke Vereniging Club en Buurthuiswerk "Gamma" in Utrecht. Van mei 1982 tot september 1983 was zij Eerste Kamerlid, als opvolger van André Kloos. Op 68-jarige leeftijd werd zij in 1990 gekozen als lid van de gemeenteraad van Heerenveen, een functie die zij acht jaar vervulde. Van 1995 tot 1998 was zij lid van het landelijk partijbestuur van de PvdA.
Bakker vervulde diverse bestuurlijke functies op maatschappelijk terrein. Zij was onder meer bestuurslid van de Woodbrookers in Kortehemmen en van het ziekenhuis "De Tjongerschans" in Heerenveen. Als voorzitter van de Nederlandse Vereniging voor Vrijwillige Euthanasie was zij voorvechtster voor het recht op vrijwillige euthanasie.
Bakker woonde samen met haar partner Riemkje Schippers, (oud-)directrice van de meisjes-HBS in Leeuwarden. Zij was officier in de Orde van Oranje-Nassau. Bakker overleed in april 1998 op 77-jarige leeftijd in Heerenveen.
- Biografisch Portaal: 14765195
- Parlement.com: vg09llnbt3zv